# Place du Fer-à-Cheval
Rond-point de Catalogne
La place du Fer-à-Cheval (en occitan : plaça al Fer de Caval) est une voie de Toulouse, chef-lieu de la région Occitanie, dans le Midi de la France. Elle est occupée, en son centre, par le rond-point de Catalogne (en occitan : rotonda de Catalonha).

## Situation et accès

### Description
La place du Fer-à-Cheval et le rond-point de Catalogne sont deux voies publiques. Elles se trouvent à la limite entre les quartiers Saint-Cyprien, à l'est, et du Fer-à-Cheval, à l'ouest, tous les deux dans le secteur 2 - Rive gauche. 
La place du Fer-à-Cheval est une place d'environ 9 500 mètres carrés, qui conserve la forme d'un fer à cheval, dont la base rectiligne, à l'est, correspond à la digue de la Garonne et au pont Saint-Michel. Elle donne naissance, au nord, au cours Dillon, qui donne accès au parc de la prairie des Filtres, et à la rue Charles-Laganne qui longe le mur du cours Dillon. Elle donne ensuite naissance, au nord-ouest aux allées Charles-de-Fitte, à l'ouest à la rue Sainte-Lucie et au sud-ouest à l'avenue de Muret.
La partie centrale de la place du Fer-à-Cheval est occupée par un vaste rond-point, autour desquelles est établie une chaussée qui compte deux voies de circulation automobile à sens unique, dans le sens de rotation anti-horaire. Entre la rue Charles-Laganne et l'avenue de Muret, une contre-allée sert de voie de desserte. La place est également ceinturée par une piste cyclable.

### Voies rencontrées
La place du Fer-à-Cheval rencontre les voies suivantes, dans l'ordre des numéros croissants :
1. Avenue de Muret
2. Rue Sainte-Lucie
3. Allées Charles-de-Fitte
4. Rue Charles-Laganne
5. Cours Dillon
6. Pont Saint-Michel

### Transports
La place du Fer-à-Cheval abrite une station de la ligne de tramway , à la limite du pont Saint-Michel, la station Fer-à-Cheval. Elle est également traversée et desservie à proximité par les lignes de bus 1366.
Il existe également plusieurs stations de vélos en libre-service VélôToulouse : les stations no 70 (5 place du Fer-à-Cheval) et no 71 (3 rue Charles-Laganne).

## Odonymie
La place du Fer-à-Cheval porta ce nom dès son aménagement, à la fin du XVIIIe siècle. Elle le devait à son plan semi-circulaire, en forme de fer à cheval. Les constructions successives du pont Saint-Michel, depuis le milieu du XIXe siècle, puis de la digue entre 1954 et 1958, en ont altéré le tracé sans lui enlever son nom. 
En 1988, le terre-plein central de la place du Fer-à-Cheval est nommé rond-point de Catalogne, en l'honneur de la communauté autonome de Catalogne, région espagnole avec laquelle Toulouse partage une histoire commune. Il est remarquable qu'il se trouve à proximité du pont des Catalans, au bout des allées Charles-de-Fitte.

## Patrimoine et lieux d'intérêt

### Immeuble
- no  1 : résidence Les Comtes de Toulouse. 
La résidence Les Comtes de Toulouse est construite en 1975 par l'architecte Jacques Villemur, pour le compte de l'Auxiliaire Foncière[3]. L'immeuble, qui occupe une vaste parcelle entre la place du Fer-à-Cheval, la rue Sainte-Lucie (actuel no 2) et les allées Charles-de-Fitte (actuel no 1), s'élève sur 7 étages, ce qui en fait la construction la plus élevée de la place. Il est représentatif d'un style postmoderne qui se développe à partir de la deuxième moitié des années 1970 et qui reprend des éléments du vocabulaire néo-classique toulousain, particulièrement dans l'utilisation de la brique en parement et du béton enduit imitant la pierre. Les travées sont séparées par des bandes verticales de briques. Au rez-de-chaussée, les grandes ouvertures de boutiques ont des agrafes en béton. Au 1er et du 3e au 6e étage, les fenêtres ont des balconnets, et au 2e étage des balcons plus larges en béton, tous dotés de garde-corps à motifs de cannes. Le dernier étage, en retrait, ménage une terrasse[4].

### Œuvres publiques
- Tête colossale. 
Tête colossale est une œuvre du sculpteur bordelais Laurent Le Deunff, créée en 2011 et acquise par Tisséo. Elle est installée en 2013 à l'ouest de la place du Fer-à-Cheval, à l'occasion de l'ouverture de la ligne Garonne du tramway. L'œuvre, en bois lamellé collé, fait 1,50 mètre de haut, pour 1,50 mètre de large et 1,30 mètre de profondeur. Elle figure une tête de chouette[5],[6].

- Sans titre. 
La sculpture, en acier soudé et peint, est créée en 2018 par l'artiste toulousain Fabrice Mazzone. L'œuvre, qui devait être placée au cœur de la place Benoît-Arzac, est finalement installée en 2019 au nord de la place du Fer-à-Cheval.